# Sinfonía concertante para oboe, clarinete, trompa, fagot y orquesta (Mozart)

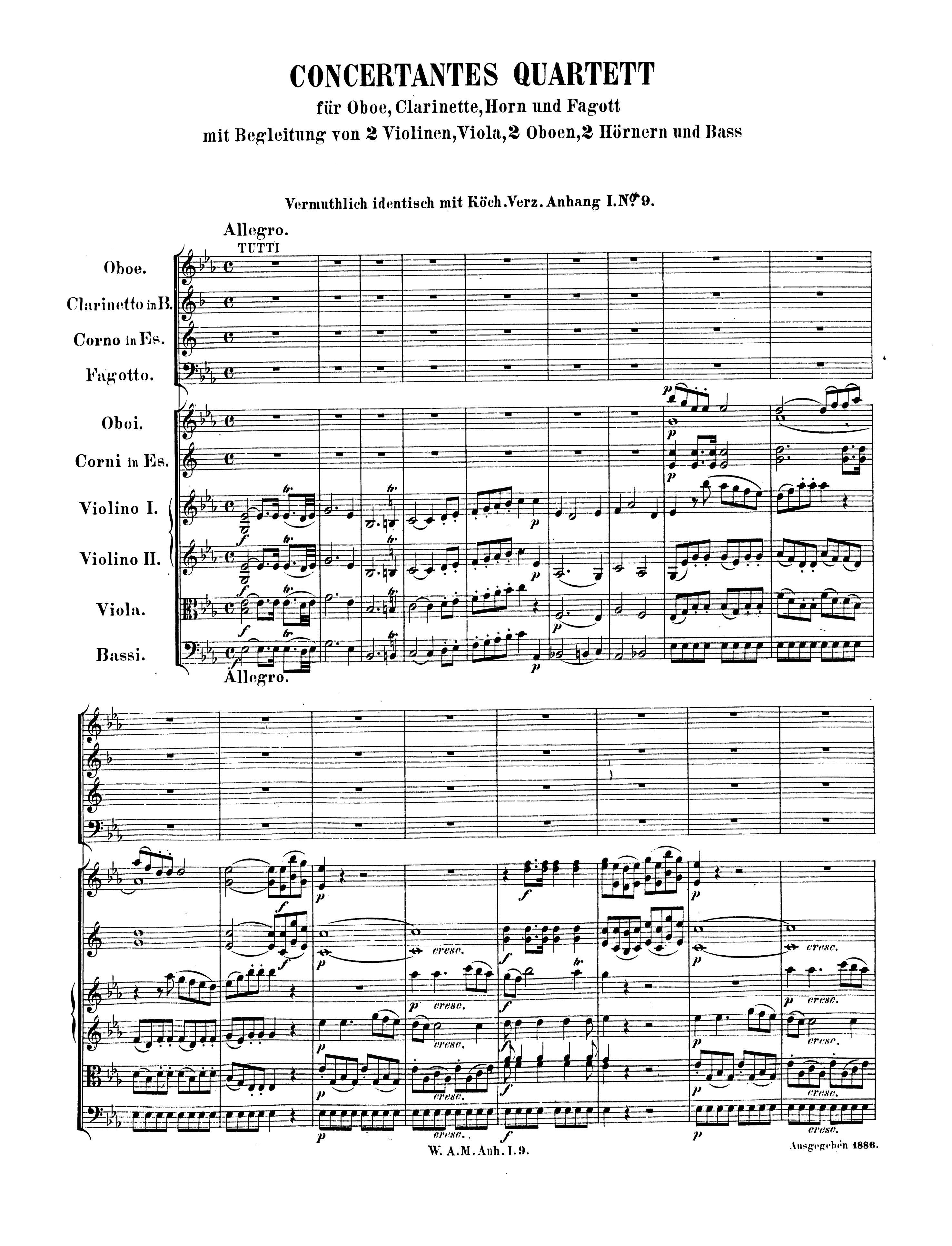
mov.: Allegro.

La Sinfonía concertante para oboe, clarinete, trompa, fagot y orquesta en mi bemol mayor, K. 297b/Anh. C 14.01, fue compuesta por Wolfgang Amadeus Mozart en París, en el mes de abril de 1778. En la actualidad, existe una gran controversia con respecto a la autenticidad de la obra tal y cómo se interpreta hoy en día.

## Instrumentación
La sinfonía concertante está compuesta para oboe solista, clarinete solista, trompa solista, fagot solista y una orquesta formada por dos trompas, dos oboes y cuerdas. Su interpretación suele llevar unos veintiocho minutos.

## Estructura
1. Allegro
2. Adagio
3. Andante con variazioni

El primer movimiento está escrito en compás de compasillo, en forma sonata con tres exposiciones en lugar de dos –una interpretada por la orquesta y las otras dos por los solistas–. Presenta una cadenza escrita antes de la coda.
El adagio, escrito en compás de compasillo, presenta «moderados intercambios de material temático».
El último movimiento está en forma variación y presenta un tema seguido de diez variaciones y una coda. Cada variación está separada de la siguiente por «ritornelli orquestales idénticos, básicamente decorativos». Este movimiento está en compás de 2/4 hasta el final de la última variación, en el que aparecen seis compases adagio en 6/8 que conducen a una coda en compás de compasillo.

## Autenticidad
A través de cartas y de anuncios de conciertos sabemos que Mozart escribió una sinfonía concertante para flauta, oboe, trompa y fagot, cuya partitura original se ha perdido. Existen discrepancias en cuanto a lo que se interpreta en nuestros días, e incluso sobre si la pieza existente está relacionada siquiera con la obra original. Los expertos no se ponen de acuerdo con respecto a este asunto, y algunos dicen que la composición se encuentra actualmente corrompida. Stanley Sadie, por ejemplo, es desdeñoso con la obra; por su parte, Alfred Einstein la considera auténtica. Algunos especialistas opinan que es inconcebible que Mozart escribiera un concierto con los tres movimientos en la misma tonalidad (mi bemol mayor), como ocurre en esta obra. El Proyecto Mozart considera la pieza como «espuria o dudosa», argumentando que no aparece recogida en su lista de conciertos.
Mozart mostró un gran afecto y predilección por los instrumentos de viento en sus óperas y conciertos. En este sentido, son dignos de mencionar los pasajes de viento en su conciertos para piano número 15 y 17, con diálogos memorables con el solista. En ópera existen muchas arias con pasajes similares de instrumentos de viento-madera y de trompa, como Per pietà, ben mio, perdona de Fiordiligi, perteneciente a Così fan tutte. Algunos especialistas creen que estas cualidades destacadas también se muestran en esta pieza.
A pesar de la controversia existente en torno a su autenticidad, la sinfonía concertante es popular en nuestros días, interpretada con regularidad y bien considerada por los músicos profesionales. Algunos pasajes son de la más alta calidad, como la coda del primer movimiento, que muestra un final agitador y emocionante. Robert D. Levin considera auténtica la parte orquestal, mientras que opina que el papel de los solistas habría sido modificado por terceras personas. Se ha sugerido que la obra posee un carácter evocador, incluso otoñal. La escritura de los instrumentos de viento es de tal calidad que tan solo sería sobrepasada por la Serenata n.º 10, «Gran Partita», en si bemol mayor, compuesta en 1781.